# Cantone di Dampierre-sur-Salon
Il Cantone di Dampierre-sur-Salon è una divisione amministrativa dell'Arrondissement di Vesoul.
A seguito della riforma approvata con decreto del 17 febbraio 2014, che ha avuto attuazione dopo le elezioni dipartimentali del 2015, è passato da 29 a 50 comuni.

## Composizione
I 29 comuni facenti parte prima della riforma del 2014 erano:
- Achey
- Autet
- Brotte-lès-Ray
- Confracourt
- Dampierre-sur-Salon
- Delain
- Denèvre
- Fédry
- Ferrières-lès-Ray
- Fleurey-lès-Lavoncourt
- Francourt
- Grandecourt
- Lavoncourt
- Membrey
- Montot
- Mont-Saint-Léger
- Ray-sur-Saône
- Recologne
- Renaucourt
- Roche-et-Raucourt
- Savoyeux
- Theuley
- Tincey-et-Pontrebeau
- Vaite
- Vanne
- Vauconcourt-Nervezain
- Vereux
- Villers-Vaudey
- Volon

Dal 2015 i comuni appartenenti al cantone sono i seguenti 50:
- Achey
- Argillières
- Attricourt
- Autet
- Autrey-lès-Gray
- Auvet-et-la-Chapelotte
- Bouhans-et-Feurg
- Brotte-lès-Ray
- Broye-les-Loups-et-Verfontaine
- Champlitte
- Chargey-lès-Gray
- Courtesoult-et-Gatey
- Dampierre-sur-Salon
- Delain
- Denèvre
- Écuelle
- Fahy-lès-Autrey
- Fédry
- Ferrières-lès-Ray
- Fleurey-lès-Lavoncourt
- Fouvent-Saint-Andoche
- Framont
- Francourt
- Grandecourt
- Larret
- Lavoncourt
- Lœuilley
- Membrey
- Mont-Saint-Léger
- Montot
- Montureux-et-Prantigny
- Oyrières
- Percey-le-Grand
- Pierrecourt
- Poyans
- Ray-sur-Saône
- Recologne
- Renaucourt
- Rigny
- Roche-et-Raucourt
- Savoyeux
- Theuley
- Tincey-et-Pontrebeau
- Vaite
- Vanne
- Vars
- Vauconcourt-Nervezain
- Vereux
- Villers-Vaudey
- Volon